# Campoplex borealis
Campoplex borealis là một loài tò vò trong họ Ichneumonidae.